# Nuevo Ayuntamiento (Múnich)

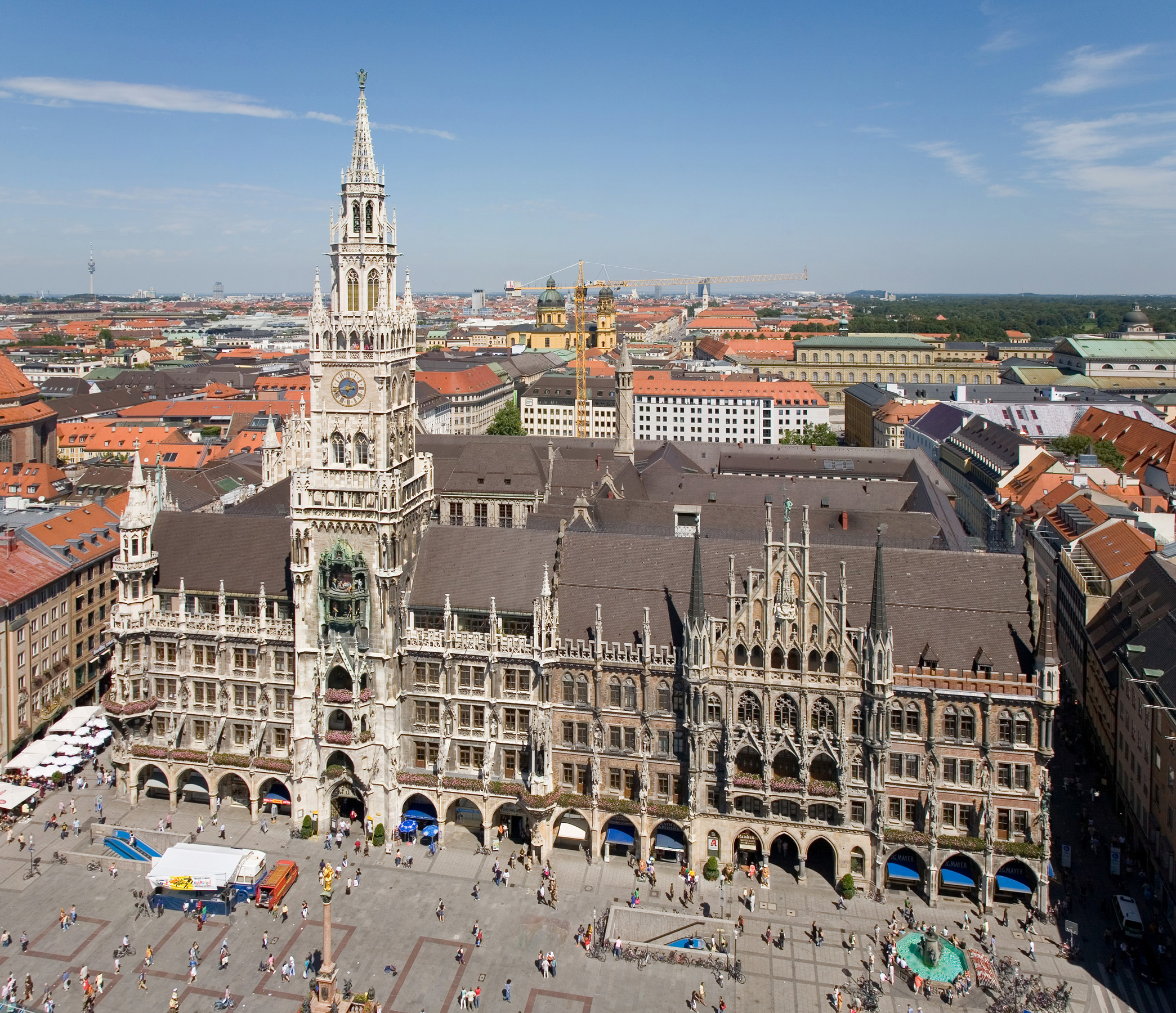
Nuevo Ayuntamiento en la Marienplatz en 2006.

El Nuevo Ayuntamiento (del alemán: Neues Rathaus) es el edificio del ayuntamiento sito en la Marienplatz de Múnich, Baviera, Alemania. Aloja la corporación municipal incluyendo las oficinas del alcalde y parte de la administración desde el año 1874. Anteriormente el ayuntamiento estaba alojado en el llamado Viejo Ayuntamiento, también en la Marienplatz. 

## El edificio
El edificio fue proyectado por Georg von Hauberrisser (1841–1922) en estilo neogótico. La construcción se extendió desde 1867 hasta 1908 en tres fases, siendo un gran ejemplo del esplendor de Alemania a principios del siglo XIX. La fachada principal tiene casi 100 m de longitud, 85 m de altura en su punto más alto (la torre central) y el edificio tiene 9159 m² de superficie, con unas 400 dependencias.

## Galería de imágenes

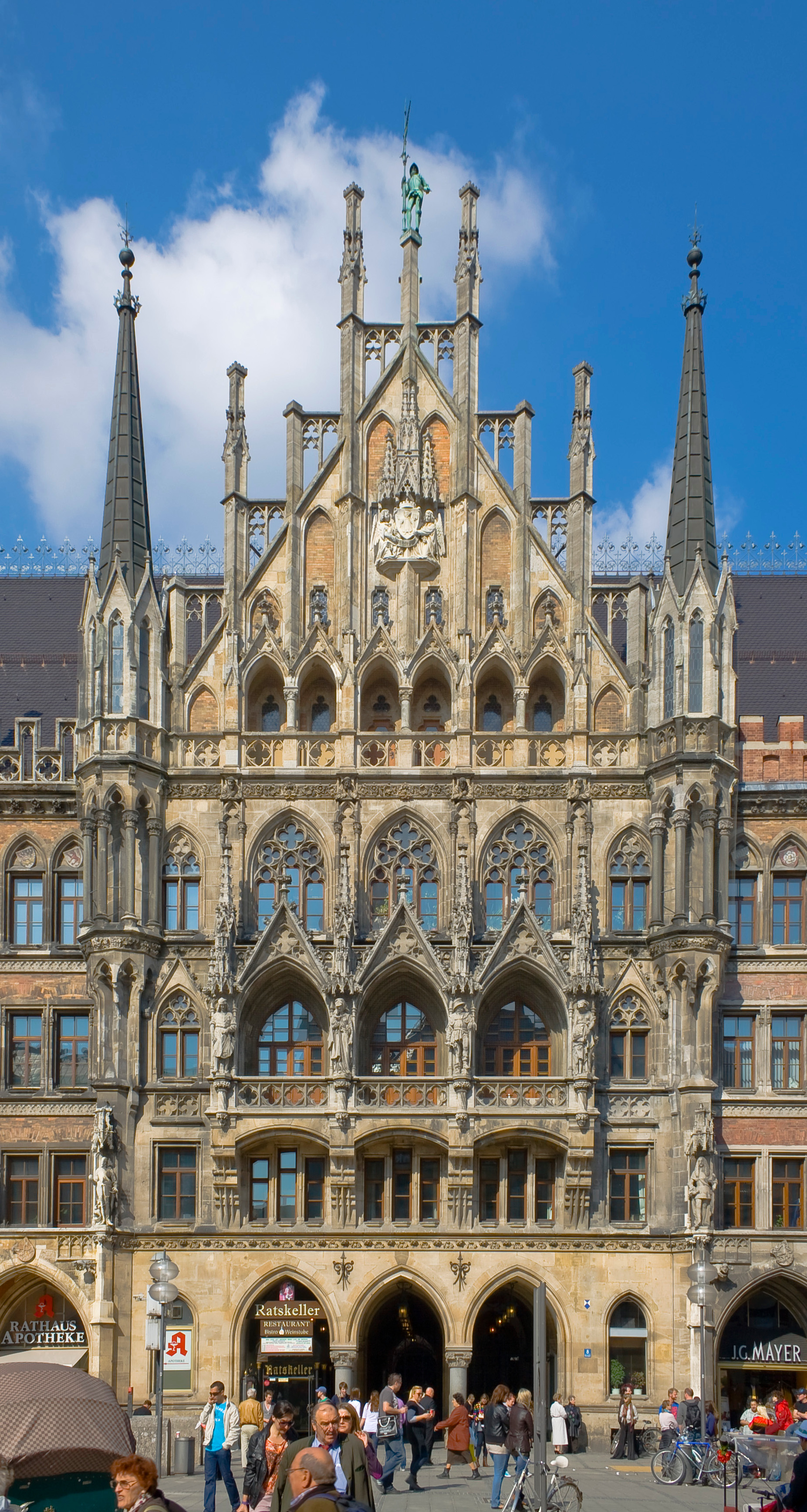
Fachada principal.
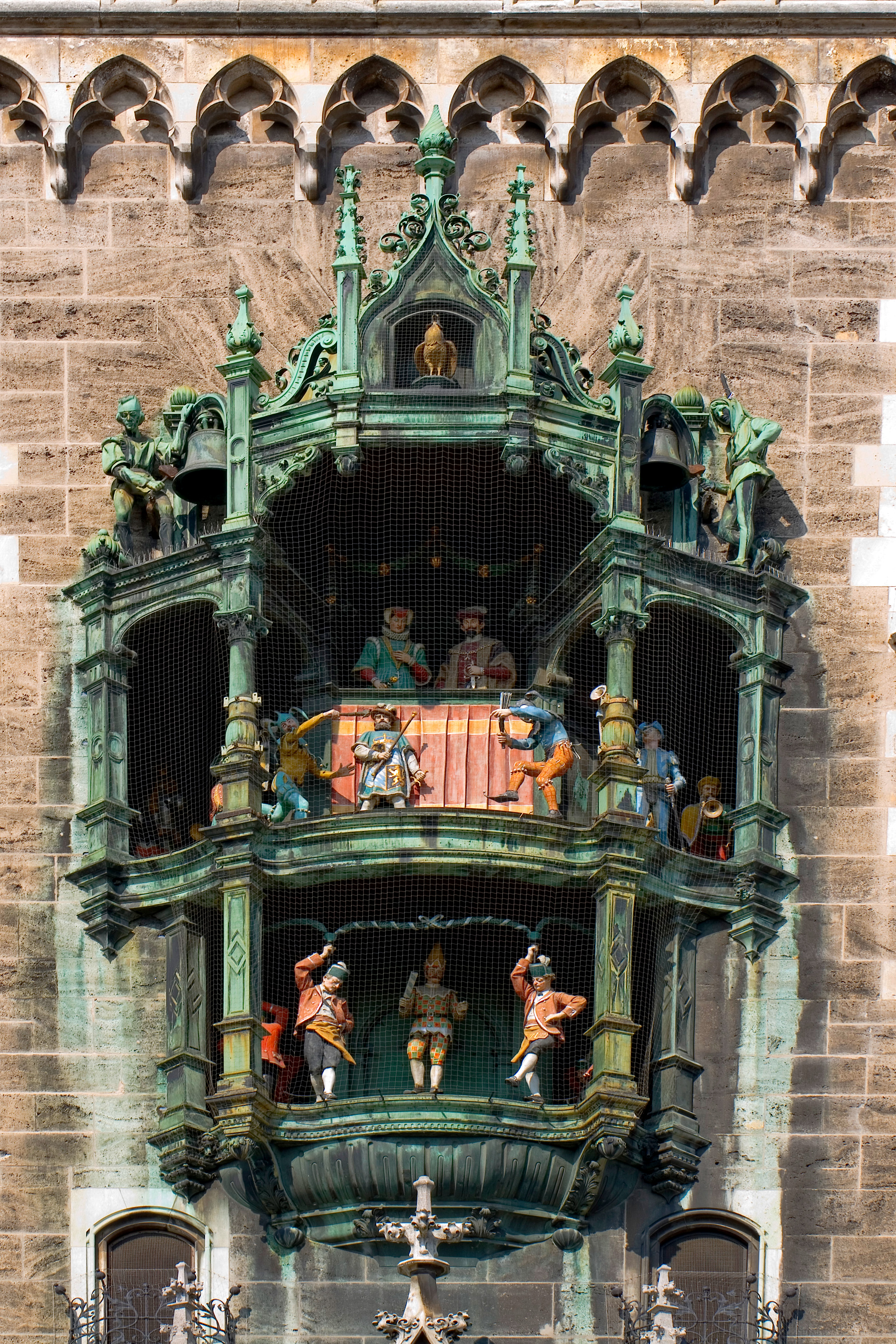
Glockenspiel (carillón).
- El Glockenspiel.
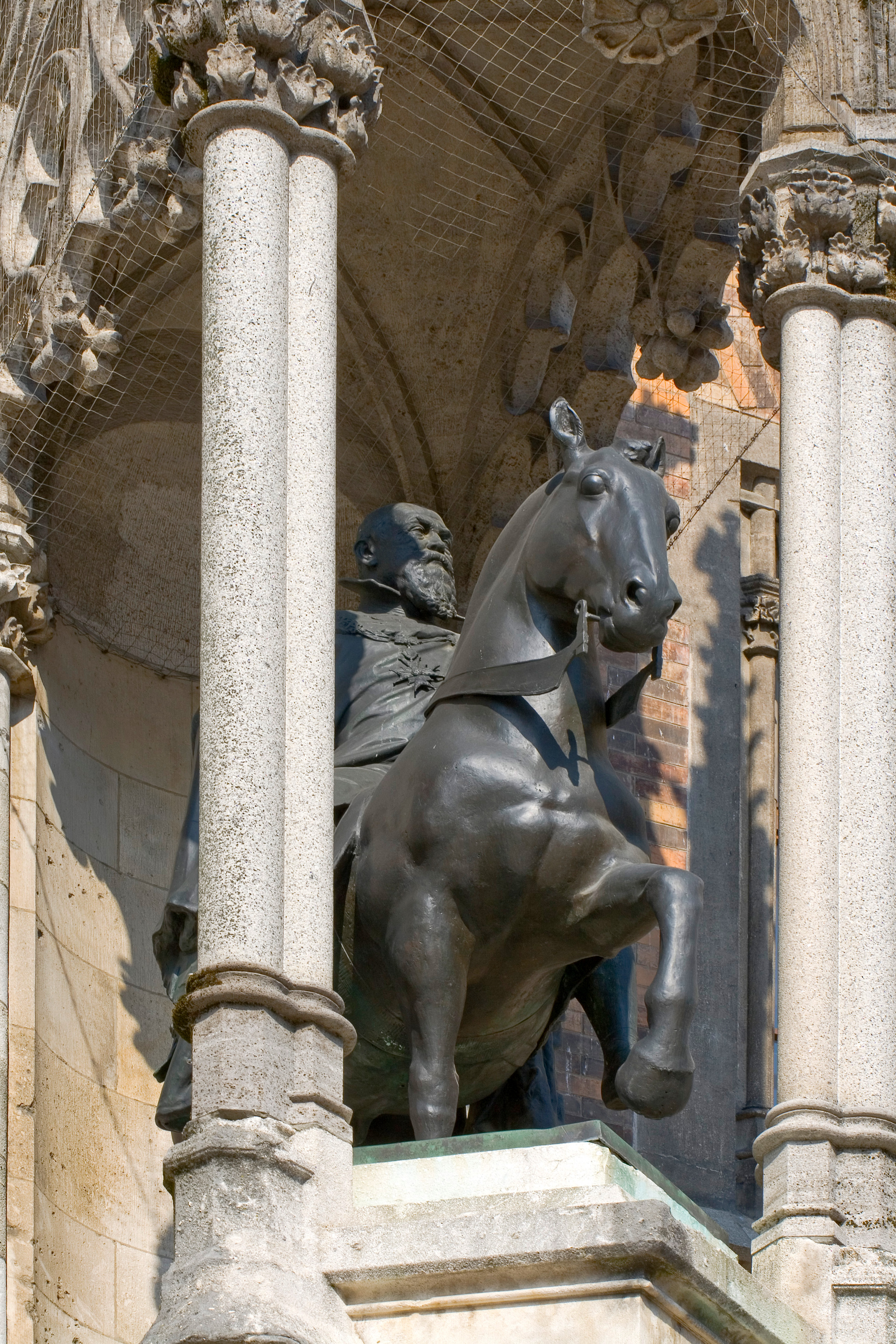
Estatua en la fachada.
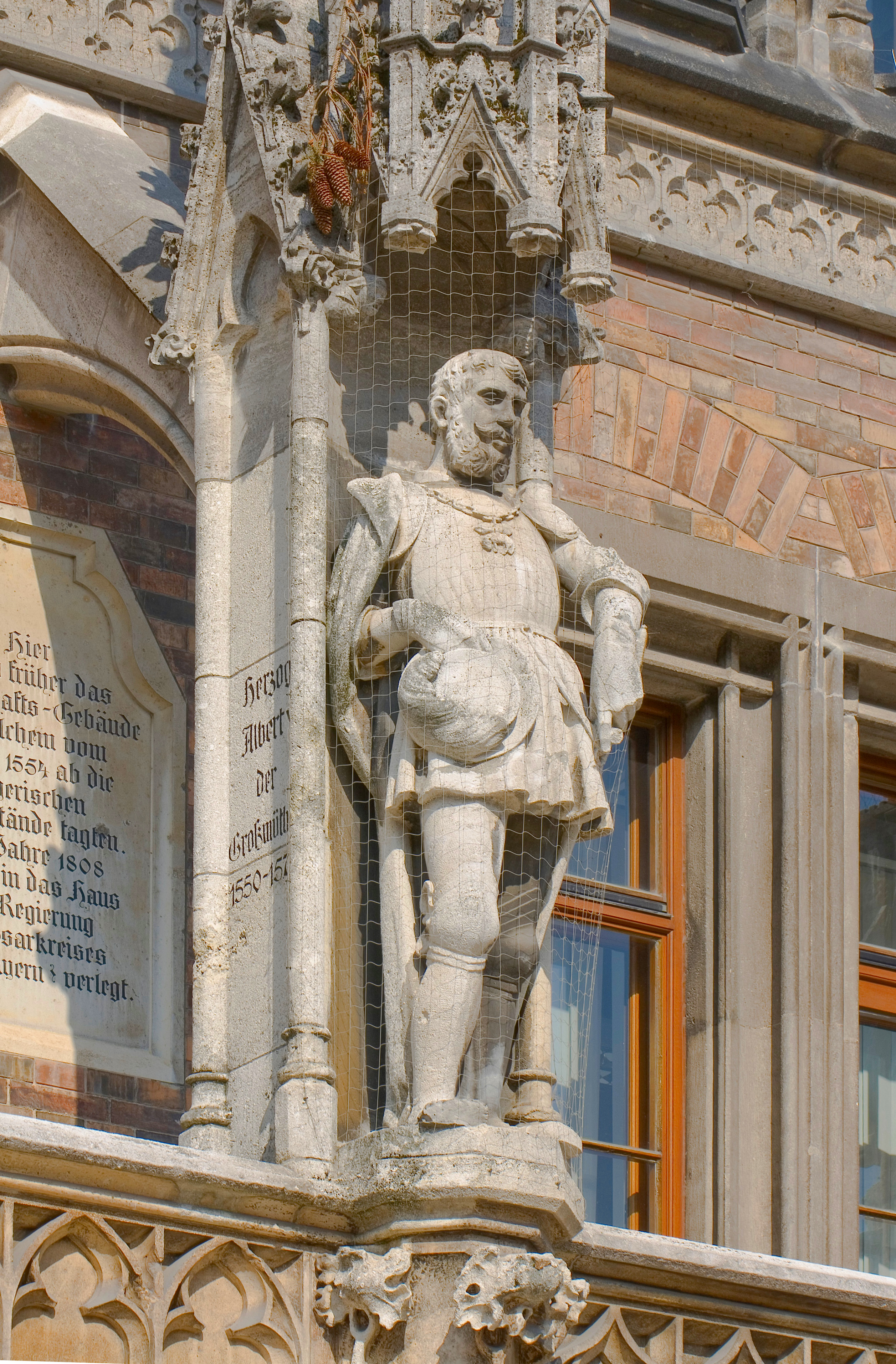
Estatua en la fachada.
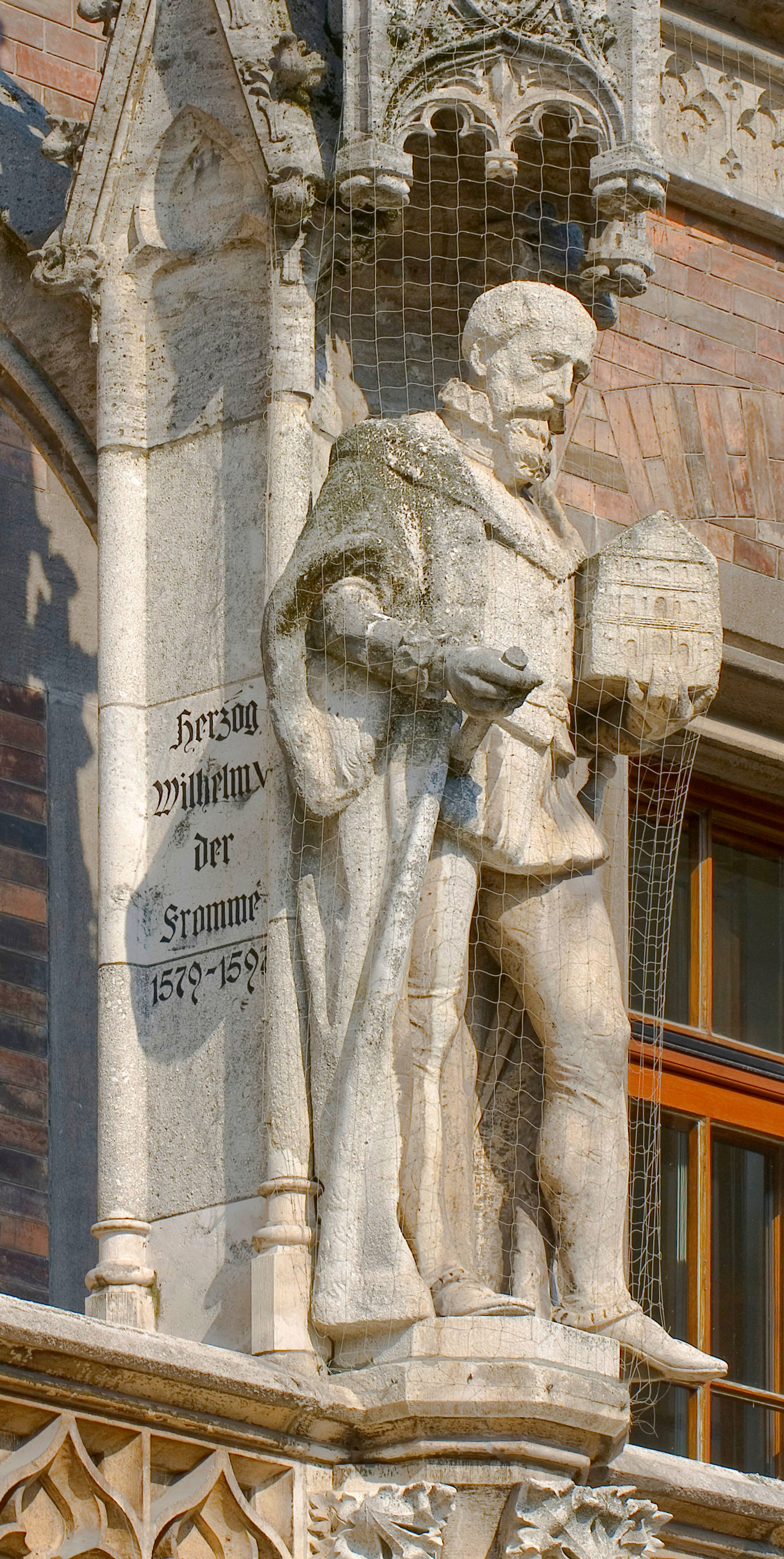
Estatua en la fachada.
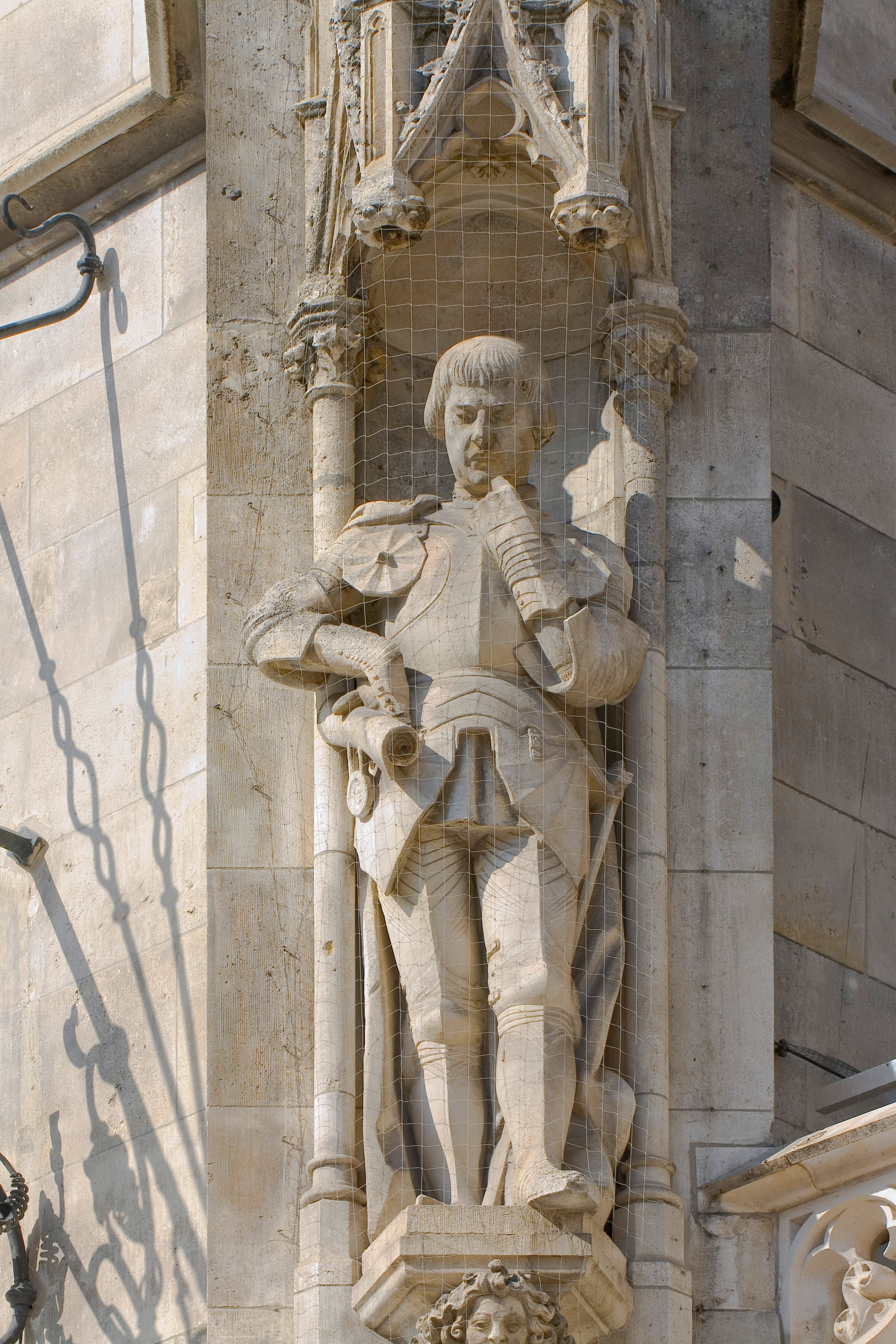
Estatua en la fachada.
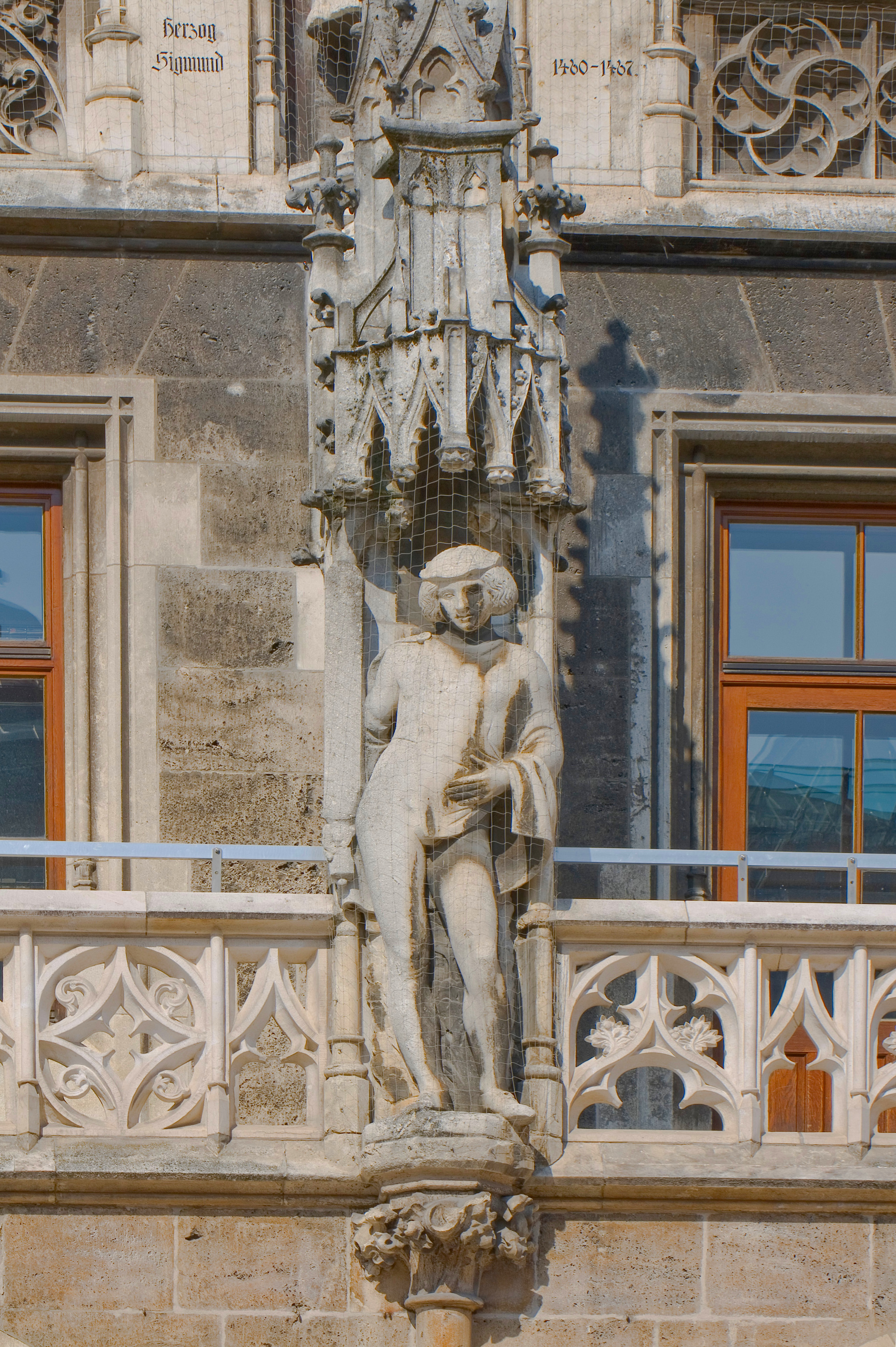
Estatua en la fachada.
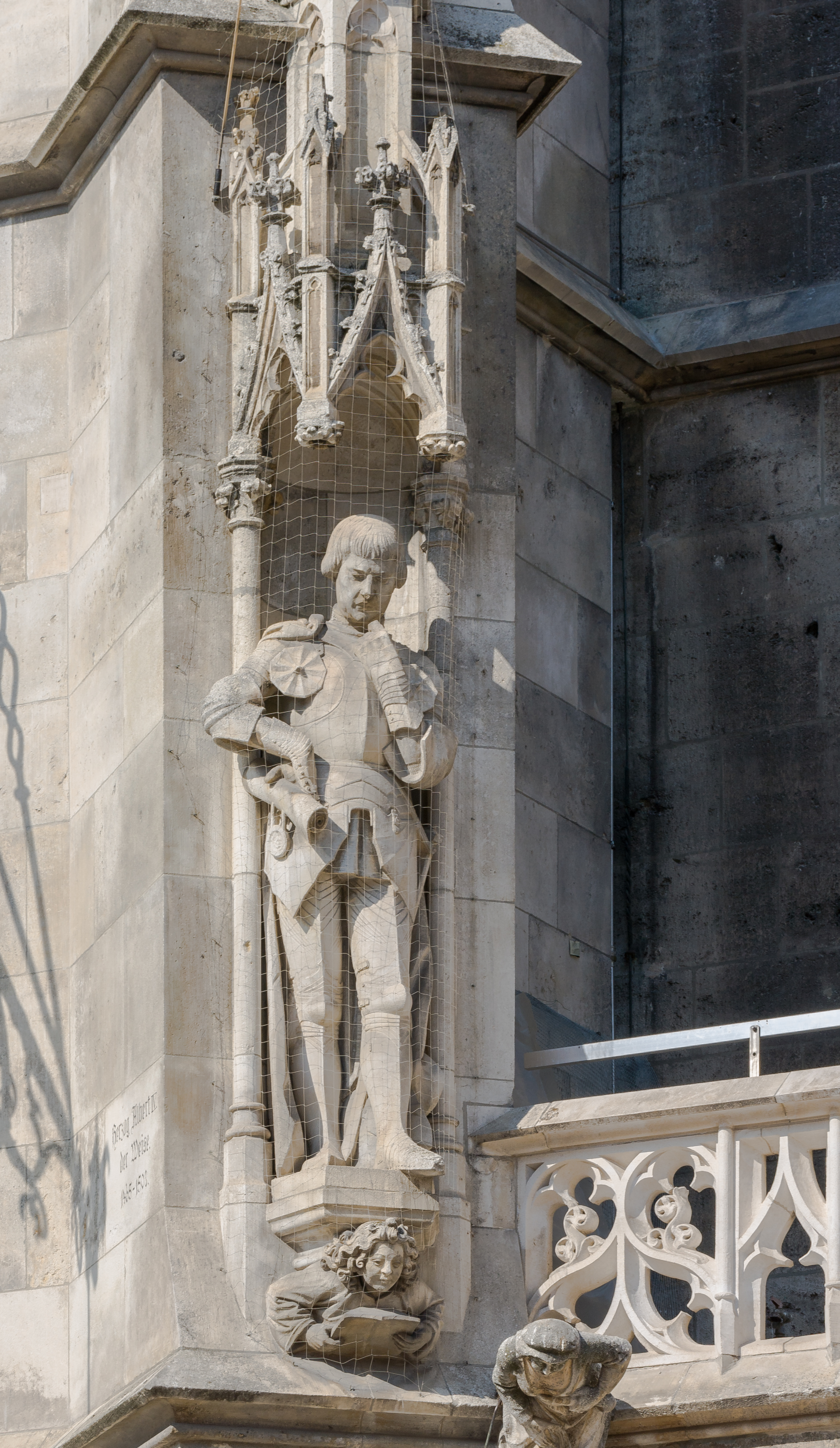
Estatua en la fachada.